# Пе-2
Пе-2 — радянський двомоторний пікіруючий бомбардувальник періоду Другої світової війни. Розроблений ЦКБ-29 під керуванням Володимира Михайловича Петлякова. Основний літак радянської бомбардувальної авіації — наймасовіший фронтовий бомбардувальник СРСР. Всього в СРСР було побудовано 11427 літаків.

## Історія створення
У другій половині 1930-х років ВПС провідних країн почали застосовувати нову тактику бомбометання — з пікірування. Першими застосовувати цю тактику почали льотчики американського флоту — в США було створено спеціалізований літак-пікірувальник палубної авіації Curtiss P-6 Hawk, який став прообразом німецького пікірувальника Henschel Hs 123. У Німеччині пікірувальні бомбардувальники були визнані найкращими для авіаційного супроводу масованого удару наземних моторизованих військ — висока точність бомбометання з пікірування дозволяла бомбардувальникам уражати порівняно невеликі цілі на полі бою: танки, бронемашини, доти тощо. Перед початком Другої світової війни в Німеччині налагоджено масовий випуск пікірувальника Junkers Ju 87, пізніше Junkers Ju 88. У 1940 році представник радянського ВПК і військового керівництва змогли ознайомитися із зразками літаків Junkers Ju.88 A-1, купленими у Німеччині.
На ЦКБ-29 в цей ж час розроблявся важкий висотний винищувач ВІ-100, який був обладнаний гермокабіною і мав перехоплювати ворожі висотні бомбардувальники. В грудні 1939 року перший прототип ВІ-100 піднявся в повітря і почались випробування, які тривали до 10 травня 1940 року, також дослідний прототип демонструвався на першотравневому параді 1940 року. Хоча результати тестів були успішними, нагальної потреби в такому літаку не було, оскільки загроза використання висотних бомбардувальників противником була мінімальна і ВІ-100 не прийняли на озброєння.
У світлі цих подій, в травні 1940 року, Петлякову дали наказ терміново переробити ВІ-100 на пікірувальний бомбардувальник. На перероблювання відводилося півтора місяця. Новий літак, який отримав позначення ПБ-100, в цілому повторював ВІ-100, це був суцільнометалевий моноплан з двокілевим хвостовим оперенням і двигунами М-105. Було прибрано вже не потрібні гермокабіна і турбокомпресори, останнє зменшило переріз гондол двигунів, що разом з використанням реактивних вихлопних патрубків дозволило збільшити швидкість. В кабіну пілота було додано місце для штурмана, стрілець-радист розміщувався в окремій кабіні. Для бомбометання з піке було додано гальмівні решітки і автомати виходу з піке. Нормальне бомбове навантаження мало становити 600 кг в бомбовідсіку центроплану і ще 400 кг бомб на зовнішній підвісці при ближніх польотах (всього до 1000 кг). Нерухоме спрямоване вперед озброєння повинно було складатися або з чотирьох кулеметів ШКАС, або з двох гармат ШВАК і двох кулеметів ШКАС.
Вже 23 червня літак був прийнятий до серійного виробництва. Перший серійний літак, який отримав позначення Пе-2, був випущений в грудні 1940 року, перший політ — 15 грудня 1940. Основним виробником Пе-2 став завод № 22 в Москві, який під час війни був евакуйований в Казань. Окрім нього невеликі партії Пе-2 виготовлялись на заводі № 39 (Москва — Іркутськ), № 124 (Казань) і № 125 (Іркутськ). Всього було побудовано 11247 Пе-2 різних модифікацій — більше, ніж будь-яких інших радянських бомбардувальників. Випуск Пе-2 припинився взимку 1945—1946 років.

## Експлуатація в бойових умовах
Пе-2 почав надходити у військові частини в 1941 році, активно застосовувався у частинах фронтової та морської авіації з перших днів німецько-радянської війни і до її кінця, а також у боях з Японією. Бойове застосування цього бомбардувальника було достатньо успішним за мірками того часу. Велика швидкість дозволяла Пе-2 активно діяти в денний час доби. Однак, перші серійні машини мали слабке оборонне озброєння — кулемети ШКАС — вкрай примхливу і малопотужну зброю, скорострільність якого почасти компенсувала інші недоліки.
У поєднанні з неправильною тактикою застосування, відсутністю винищувального прикриття, недолугим тактичним опрацюванням бойових операцій на рівні командування, всі ці проблеми, на початку війни, не дали реалізувати усі можливості, які надавав Пе-2.
Треба зазначити, що попервах Пе-2 рідко застосовувався як власне пікіруючий бомбардувальник, для атаки точкових цілей, — звичайною практикою було групове неприцільне бомбометання з горизонтального польоту, «по ведучому», тобто по команді з ведучого літака, або з пологого пікірування. У ВПС навіть періодично виходили накази, які забороняють використання атаки з пікірування. Це було пов'язано з гострою нестачею досвідчених екіпажів, в першу чергу льотчиків, складністю літака в пілотуванні і бажанням командування хоч якось зменшити бойові втрати.
Лише починаючи з 1943 року Пе-2 став використовуватися досвідченими екіпажами «за профілем», як пікірувальний бомбардувальник. Бойове застосування Пе-2 з пікірування цілком успішно освоїли льотчики під керівництвом І. С. Полбіна, надалі командира 6 авіаційного корпусу.
Після встановлення більш потужних двигунів, заміни кулемета ШКАС у штурмана кулеметом Березіна ефективність Пе-2 значно зросла. У деяких випадках, наприклад при низькій хмарності, Пе-2 могли виходити на штурмовку автоколон противника.
Тим не менше, в більшості випадків, протягом усієї війни застосування Пе-2 зводилося до площинних ударів з горизонтального польоту або з пологого пікірування. Тільки після закінчення Другої світової війни на Пе-2 стали проводитися повномасштабні дослідження з бомбометанням із глибокого пікірування, при тому, що літак не мав для цього ніякого спеціального обладнання і велика частина парку машин вже була сильно зношена і мала обмеження по маневровості.
Основними цілями Пе-2 були:
- Залізничні станції і вузли;
- Мости, дороги;

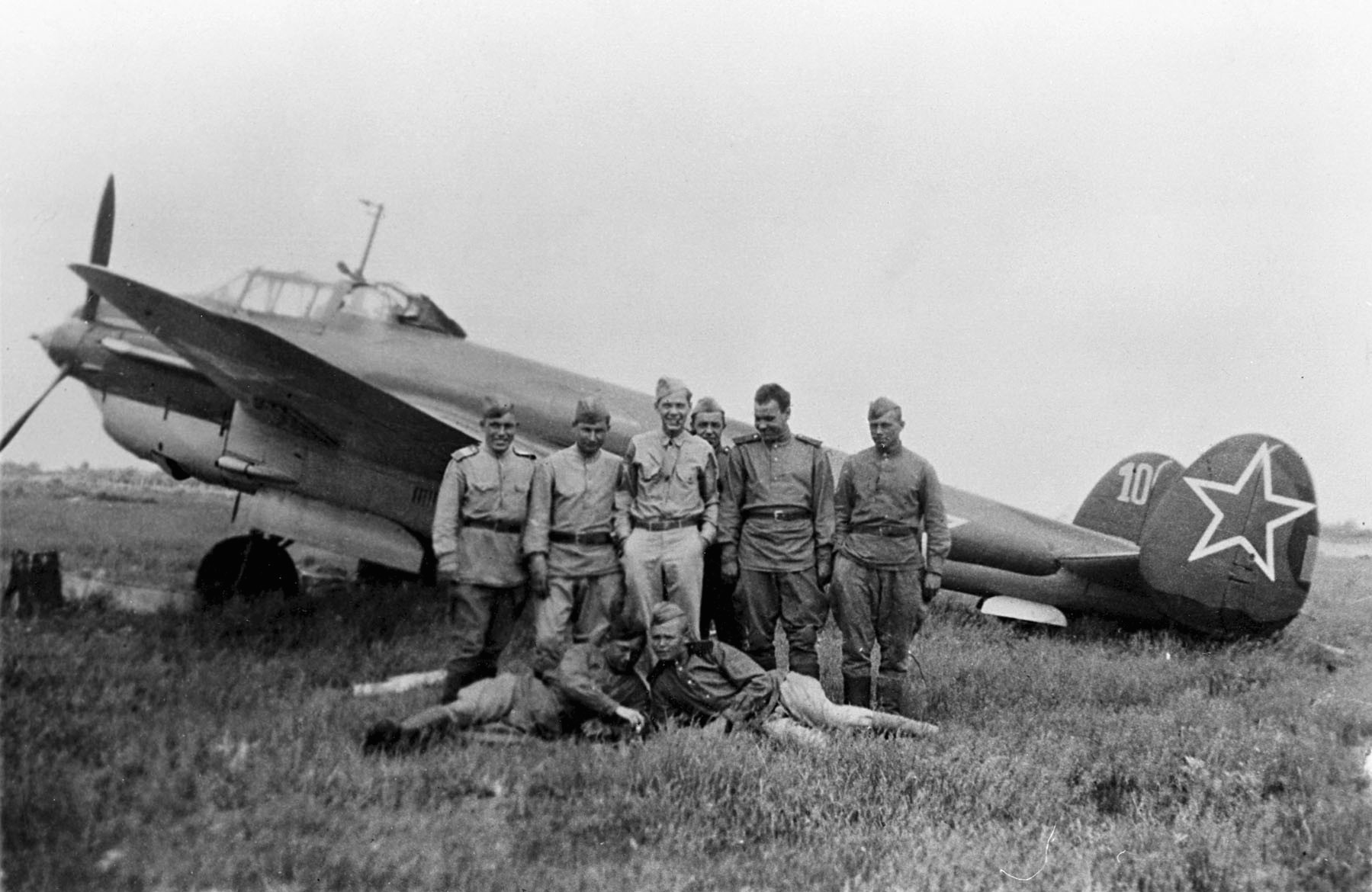
Радянські і американські льотчики біля Пе-2. Авіабаза Полтава. 1944 рік

- Транспортні і військові кораблі (для морської авіації);
- Морські порти, причали;
- Колони автотранспорту і бронетехніки;
- Польові артилерійські частини, а також частини далекобійної артилерії;
- Аеродроми;
- Склади боєприпасів, ПММ;
- Безпосередньо позиції ворожих військ на передовій.

Крім того бомбардувальники часто застосовувався в розвідувальних цілях. Оснащений РЛС «Гнейс-2» літак міг використовуватися, як нічний винищувач.
Частини, озброєні Пе-2, в загальній своїй масі, цілком успішно справлялися з поставленими перед ними завданнями.
У бою з винищувачами Пе-2 був далеко не найлегшою мішенню. У разі правильної побудови ланки екіпажі бомбардувальників могли вести ефективний оборонний вогонь. Завдяки вдалому компонуванню подвійних стабілізаторів стало можливим розміщення кулемета у хвостовій частині, що дозволяло вести оборону проти винищувачів противника. Однак сам літак не відрізнявся особливою живучістю. І у випадку якщо ворожому винищувачу вдавалося вийти на дистанцію атаки, Пе-2 міг врятувати тільки досвід льотчика і активне маневрування.
Для боротьби з винищувачами противника могли застосовуватися, крім кулеметного озброєння, реактивні снаряди (на ранніх машинах) і авіаційні гранати АГ-2 (з'явилися з 1943 року, штатно встановлювалося 10 штук). Судячи з описів льотчиків, збити такою гранатою винищувач практично неможливо, однак, «лячний» ефект виявлявся достатнім для зриву атаки винищувача. Були зафіксовані випадки застосування АГ по скупченнях піхоти противника.
Слід зазначити, що бойовою тактичною одиницею до кінця війни в з'єднаннях Пе-2 залишалася «трійка», в той час, як вся інша авіація перейшла на «пари».
Ставлення до літака серед льотного і технічного складу полків було вельми двояке. З одного боку, це була сучасна машина для того часу, з відмінними льотними характеристиками, непоганим обладнанням та автоматикою. З іншого боку — літак був складний у пілотуванні, особливо при зльоті та посадці — профіль крила вимагав підвищених швидкостей, і в разі помилок пілотування були випадки звалювання при низьких швидкостях, що приводили до аварій. На розбігу літак мав тенденцію до розвороту, на посадці часто «козлив», через конструктивні особливості амортизаторів шасі. При необережному гальмуванні літак виявляв схильність до капотування під час пробігу, через специфіку розташування основних стійок шасі. Широке застосування електроприводів вимагало грамотного технічного обслуговування, що було не завжди можливо в умовах ведення бойових дій.

## Основні модифікації
Як і багато інших радянських літаків Пе-2 виготовлені на різних заводах, або різних серій серйозно відрізнялись один від одного, але всі вони позначались просто Пе-2. Окремі спеціалізовані модифікації отримували окреме позначення.

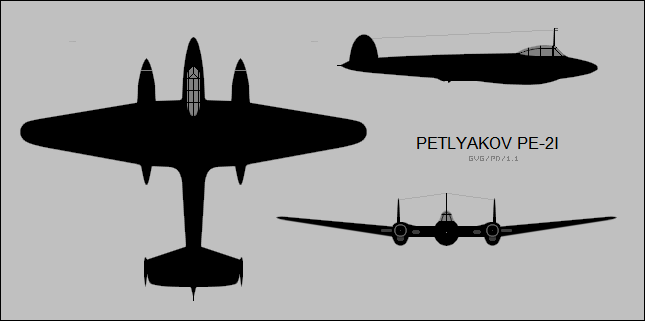
Схема Пе-2 базової моделі

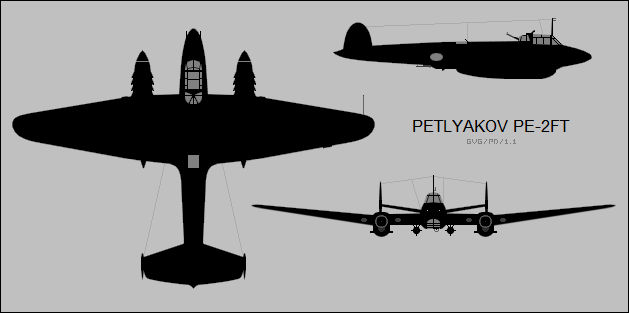
Схема Пе-2ФТ

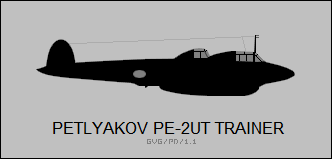
Схема навчально-тренувального Пе-2УТ

- Пе-2 1-а серія — оснащувався 12-циліндровими двигунами рідинного охолодження М-105Р (1100 к.с., номінальна потужність на рівні моря — 1020 к.с.), які обертали трилопатеві гвинти змінюваного кроку ВПШ-61П. П'ять внутрішніх паливних баків на 1086 л. Озброєння складалось з чотирьох 7,62-мм кулеметів ШКАС (двох курсових, і по одному в верхній турелі і нижній підфюзеляжній установці). Стандартне бомбове навантаження — 600 кг (4 × 100 кг в фюзеляжному бомбовому відсіку і 2 × 100 в відсіках в задній частині мотогондол), максимальне — 1000 кг (4 × 250 кг бомб на зовнішній підвісці).
- Пе-2 13-а серія — правий передній ШКАС замінили кулеметом УБ калібру 12,7 мм. Те ж саме зробили з підфюзеляжною кулеметною точкою
- Пе-2 22-я серія — оснащувався вдосконаленими двигунами М-105РА потужністю по 1100 к.с., які краще працювали при пікіруванні.
- Пе-2 31-а серія — перша велика переробка конструкції Пе-2 (літо 1941 року), які будувалися до весни 1942 року. Перші літаки мали п'ять вікон по правому борту носової частини фюзеляжу. На Пе-2 31-й серії були ліквідовані два останніх вікна, а замість них з'явилося одне вікно трикутної форми. Додані бортові установки для кулемета ШКАС, який міг перекидатись з правого на лівий борт.
- Пе-2 64-а серія — кількість паливних баків було зменшено з 11 (десять в крилах, один у фюзеляжі) до дев'яти (вісім в крилах, один у фюзеляжі), при цьому сумарна ємність баків не змінилася — 1086 л. Бортові кулеметні установки покращено для збільшення кутів стрільби.
- Пе-2 78-а серія — випускався на ГАЗ № 22 у Казані в травні 1942 року.
- Пе-2 83-а серія (Пе-2ФТ) — замість кулеметів ШКАС ставилися 12,7-мм кулемети ТСС-1. Літак був доопрацьований під установку важкого кулемета в задній кабіні. Кулемет Березіна мав довжину 136,5 см, у той час як довжина ШКАСа становила 128 см. УБТ в старій кабіні під зсувним ліхтарем не поміщався. Більш потужний відбій при стрільбі з великокаліберного кулемета змусив конструкторів підсилити конструкцію фюзеляжу в місці установки турелі. Крім турелі Пе-2 83-й серії відрізнялися від машин більш ранніх модифікацій зміненим склінням носової частини фюзеляжу. Перед туреллю встановлювалася щогла радіоантени. На повітряних гвинтах ВПШ-61П літаків Пе-2 83-й виробничої серії стояли коки більш округленої, ніж на гвинтах ВПШ-61 форми. На верхній частині мотогондол з'явилися додаткові вентиляційні щілини. У задній частині фюзеляжу, по бортах, замість круглих ілюмінаторів зробили турельні установки кулеметів ШКАС. Максимальна швидкість: 488 км/год.
- Пе-2 105-а серія — з'явилася рамкова антена радіонапівкомпасу РПК-110 розташована під носовою частиною фюзеляжу.
- Пе-2 110-а серія — встановлена закрита турель ВУБ-1 з кулеметом УБТ калібру 12,7 мм (боєкомплект до нього становив 200 патронів). Нова турель забезпечувала значно більший сектор обстрілу. На даху турелі монтувалися дві вертикальні поверхні, що грали роль аеродинамічного компенсатора масивного ствола кулемета УБТ. Негативним наслідком установки турелі ВУБ-1 стало подальше зниження максимальної швидкості літака на 8-12 км/год через зростання лобового опору. На літаках 110-ї серії змінилася форма ілюмінаторів, в яких монтувалися бортовий ШКАС.
- Пе-2 115-а серія — брак алюмінію призвів до заміни металевої хвостовій частини фюзеляжу на дерев'яну. За формою дерев'яний фюзеляж відрізнявся від металевого тільки закінцівкою. Стрільця-радиста прикрили бронеплитою товщиною 4 мм, місткість паливних баків була збільшена до 1484 л; всього баків стало п'ять — один фюзеляжний і чотири крилових. Зростання маси знову привів до зниження льотних характеристик. Максимальна швидкість: 494 км/год.
- Пе-2 179-а серія — оснащувався двигунами М-105ПФ потужністю 1210 к.с. кожний.
- Пе-2 205-а серія — з метою зниження лобового опору в значній мірі була змінена форма носових частин мотогондол. Зокрема ліквідовані повітрозабірники по бортах мотогондол, а замість них зроблений один центральний повітрозабірник нижче повітряного гвинта. У задній частині мотогондол ліквідували повітрозабірники і лючки. Тяги приводів гальмівних решіток уклали в профільовані обтічники. Два аеродинамічних компенсатори на даху турелі ВУБ-1 замінили одним. Покращення в аеродинаміці і установка двигунів М-105ПФ дозволили підняти максимальну швидкість (на висоті 5000 м — 521 км/год.)
- Пе-2 211-а серія — всередині крила розмістили балки зовнішніх бомботримачів, що раніше розташовувалися в краплеподібних виступах під крилом, а також почали використовувати гвинти ВПШ-61П.
- Пе-2 249-а серія — внесено зміни у масло-і бензосистему, зокрема взимку стали розріджувати масло бензином.
- Пе-2 265-а серія — встановлена радіостанція РСБ-3біс, яка мала більший радіус дії.
- Пе-2 271-а серія — стали монтуватися обтічники зовнішніх бомботримачів.
- Пе-2 275-а серія — посилили оборону літака з хвоста, встановивши гранатомет ДАГ-10 на 10 гранат АГ-2 (гранатомети ставили не на всі машини). Гранати розміщувалися в кабіні стрільця-радиста (дві касети по п'ять штук). Викинута з літака граната спочатку гальмувалася невеликим парашутом, а потім через 3-5 секунд розривалася на шляху винищувача.
- Пе-2 301-а серія — доопрацьований люк стрільця-радиста (вітровий щиток монтувався на фюзеляжі перед люком, в той час як на більш ранніх моделях він становив одне ціле з люком стрільця-радиста).
- Пе-2 354-а серія — вихлопні патрубки циліндрів двигунів були виконані індивідуальними.
- Пе-2 359-а серія — вихлопні патрубки циліндрів двигунів були виконані індивідуальними (як на 354-й серії, але на всі машини). Нова модифікація також відрізнялася вдосконаленими двигунами і кисневою системою.
- Пе-2 382-а серія — комплектувалася системою зимового запуску двигунів.
- Пе-2 410-а серія — для поліпшення аеродинаміки закрили кришечками гнізда для установки перекидного кулемета ШКАС.
- Пе-2 411-а серія — для поліпшення аеродинаміки закрили стрічками щілини зализів.
- Пе-2УТ — навчальна модифікація з подвійним керуванням
- Пе-2Р — розвідувальний варіант
- Пе-2 М-82 — невелика серія літаків з двигунами М-82, виготовлявся в 1944 році.(135 екз.)

## Служба і бойове використання

### Радянський союз
Перші Пе-2 надходили в 95-й ШБАП Московського бойового округу і в 48-й ББАП Київського округу. До 22 червня 1941 року, ці два полки вже були повністю оснащені, ще декілька полків, включаючи морську авіацію, тільки починали ознайомлюватись з новим літаком. Загалом в бойових частинах було 391 Пе-2, з них 180 в прикордонних частинах. Найбільш підготовлений 48-й ББАП в перші дні війни завдавав ударів по німецьких військах поблизу Дубно і Бродів, але, здійснивши 445 бойових вильотів, втратив всі свої літаки і був відведений на перекомплектування. Загалом втрати Пе-2 були надзвичайно високими, зокрема на Західному фронті всі Пе-2 були знищені на аеродромах в перший день війни, Південно-західний фронт втратив 70 Пе-2 з наявних 92. Дещо краща ситуація в перші дні була на півдні, 22 червня 6 Пе-2 5-го бомбардувального полку бомбили мости через Дунай, пізніше 40-ий полк Чорноморського флоту здійснив успішну атаку на нафтові сховища в Плоєшті.
В липні на фронт також прибув 95-й ШБАП з 47 Пе-2, що складало майже половину всіх Пе-2 фронту. В цей ж час було сформовано 410-й полк особливого призначення, який відразу був кинутий на фронт, для стримування наступу під Смоленськом, де втратив 33 літаки, більше ніж початкового складу полку — 32 Пе-2. Для компенсації втрат, з Липецького навчального центру в липні-серпні 1941 року було відправлено 11 полків Пе-2 різного ступеня підготовки, але недосвідченість пілотів приводила до надзвичайних втрат і до жовтня на фронті все ще було тільки 95 Пе-2, більшість на центральному напрямі.
В жовтні, під Москву було перекинуто ще 3 недокомплектовані полки (59 літаків) з Пе-2, які використовувались для ударів по німецьких колонах. Після сповільнення німецького наступу, багато частин вдалось поповнити новими літаками і пілотами, під час контрнаступу радянських військ на фронті було 172 Пе-2 (щоправда тільки 114 боєздатних), які складали 29 % всієї бомбардувальної авіації.
В 1942 році кількість радянської авіації постійно зростала, також впроваджувались нові модифікації. Так в квітні-травні під час боїв за Керч відбувся бойовий дебют Пе-2 з великокаліберними кулеметами, які забезпечували кращий захист, хоча це і не врятувало радянські війська. Проте під Москвою вже формувались цілі дивізії Пе-2, спочатку було сформовано 204-у бомбардувальну дивізію з трьох полків, 223-ю з чотирьох, які незважаючи на втрати (1 Пе-2 на 14 вильотів) постійно доукомплектовувались і зберігали боєздатність. Під час оборони Сталінграду авіація була змушена діяти більш активно, що приводило до втрат і відведення частин в тил. Восени надходження нових Пе-2 дозволили створювати цілі корпуси Пе-2, які складались з двох дивізій по три полки. В грудні 1942 року в бій вступили 1-й бомбардувальний корпус на Калінінському фронті і 2-ий бомбардувальний корпус на Донському. 1-ий діяв під Ленінградом, а другий під Сталінградом, а пізніше на Кубані.
В битві на курській дузі взяли участь два корпуси оснащені Пе-2 — 1-й і 3-й. В перші дні боїв Пе-2 використовувались невеликими групами по 9 літаків, але з 9 липня перейшли до масових нальотів, зокрема 15-17 липня екіпажі 3-го корпусу здійснили 722 бойові вильоти. Після перемоги під Курськом 1-ий корпус бився під Харковом, а 2-ий був перекинутий з Кубані до Смоленська. Окрім підтримки наступу Пе-2 залучались до знищення комунікацій противника, хоча нальоти не завжди були ефективними через малий калібр бомб.
В 1944 році 3-й корпус був призначений для підтримки наступу Білоруського фронту, а новостворений 4-ий бомбардувальний корпус підтримував Львівсько-Сандомирський наступ. Екіпажі вже освоїли техніку бомбометання з піке, і почали активно її використовувати, що підвищувало ефективність. В авіації флотів теж збільшилась кількість Пе-2, зокрема 24 Пе-2 були в групі авіації Балтійського флоту, яка потопила німецький корабель ППО «Ніобе».
В 1945 році корпуси Пе-2 продовжували забезпечувати прориви укріплених районів знищуючи вузли комунікації і оборони. Повна перевага в повітрі дозволяла здійснювати масовані нальоти, зокрема з 11 лютого по 5 травня 6-ий гвардійський бомбардувальний корпус здійснив більше 1800 бойових вильотів проти «фортеці Бреслау» під час яких було скинуто 1570 тон бомб. Також Пе-2 використовувались і в війні з Японією — 9 серпня 1945 року на Дальньому Сході було зосереджено 555 Пе-2. Після війни Пе-2 доволі швидко були замінені на Ту-2, але в деяких частинах використовувались аж до кінця 40-их.

### Інші країни

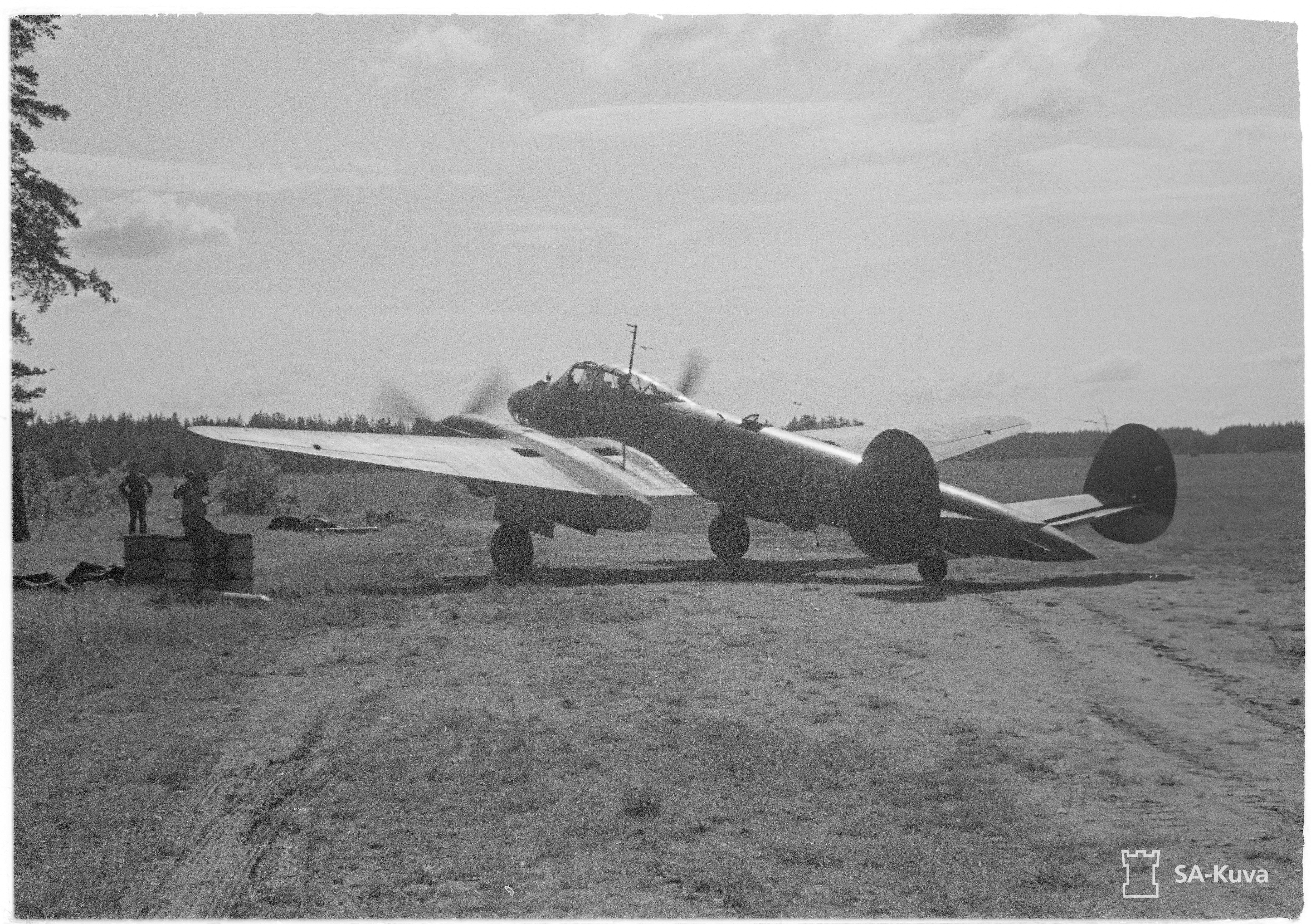
Пе-2 ВПС Фінляндії

В Другій світовій війні Пе-2 ще встигли повоювати на боці Фінляндії, яка отримала 7 літаків від Німеччини. В фінських ВПС вони ввійшли в групу PLelv 48, в складі якої діяли в Карелії, під Ленінградом і над Балтійським морем. Останні Пе-2 були зняті з озброєння в 1946 році.
В 1944 році почалось формування польської бомбардувальної дивізії з трьох полків Пе-2. Проте навчання було завершене тільки в травні 1945 і в бойових діях дивізія участі не брала. До серпня 1945 року Польщі було передано 113 Пе-2 і 11 Пе-2УТ, які простояли на озброєнні до 1951 року.
Після війни 32 Пе-2 було передано Чехословаччині. Вони отримали позначення B-32, німецьке радіообладнання і використовувались до лютого 1951 року. Також 98 Пе-2 було надіслано Болгарії, ще 132 літаки — Югославії.

## Тактико-технічні характеристики

Пе-2 М-82 з радіальними двигунами.

|                       |                       | Пе-2 1-а серія | Пе-2 31-а серія | Пе-2 205-а серія |
| --------------------- | --------------------- | -------------- | --------------- | ---------------- |
| Довжина               | Довжина               | 12,241 м       | 12,66 м         | 12,45 м          |
| Висота                | Висота                | 4,0 м          | 4,0 м           | 4,0 м            |
| Розмах крил           | Розмах крил           | 17,16 м        | 17,16 м         | 17,16 м          |
| Площа крил            | Площа крил            | 40,5 м²        | 40,5 м²         | 40,5 м²          |
| Маса                  | пустого               | 5863 кг        | 5870 кг         | 5950 кг          |
| Маса                  | спорядженого          | 7536 кг        | 7680 кг         | 7700 кг          |
| Маса                  | максимальна злітна    |                |                 | 8250 кг          |
| Двигуни               | Двигуни               | 2 × М-105Р     | 2 × М-105РА     | 2 × М-105ПФ      |
| Потужність            | Потужність            | 2 × 1100 к. с. | 2 × 1100 к. с.  | 2 × 1260 к. с.   |
| Максимальна швидкість | Максимальна швидкість | 452 км/год     | 540 км/год      | 581 км/год       |
| Дальність польоту     | Дальність польоту     | 1200 км        | 1500 км         | 1770 км          |
| Практична стеля       | Практична стеля       | 8800 м         | 8800 м          | 9000 м           |